# マリア・デ・アブスブルゴ

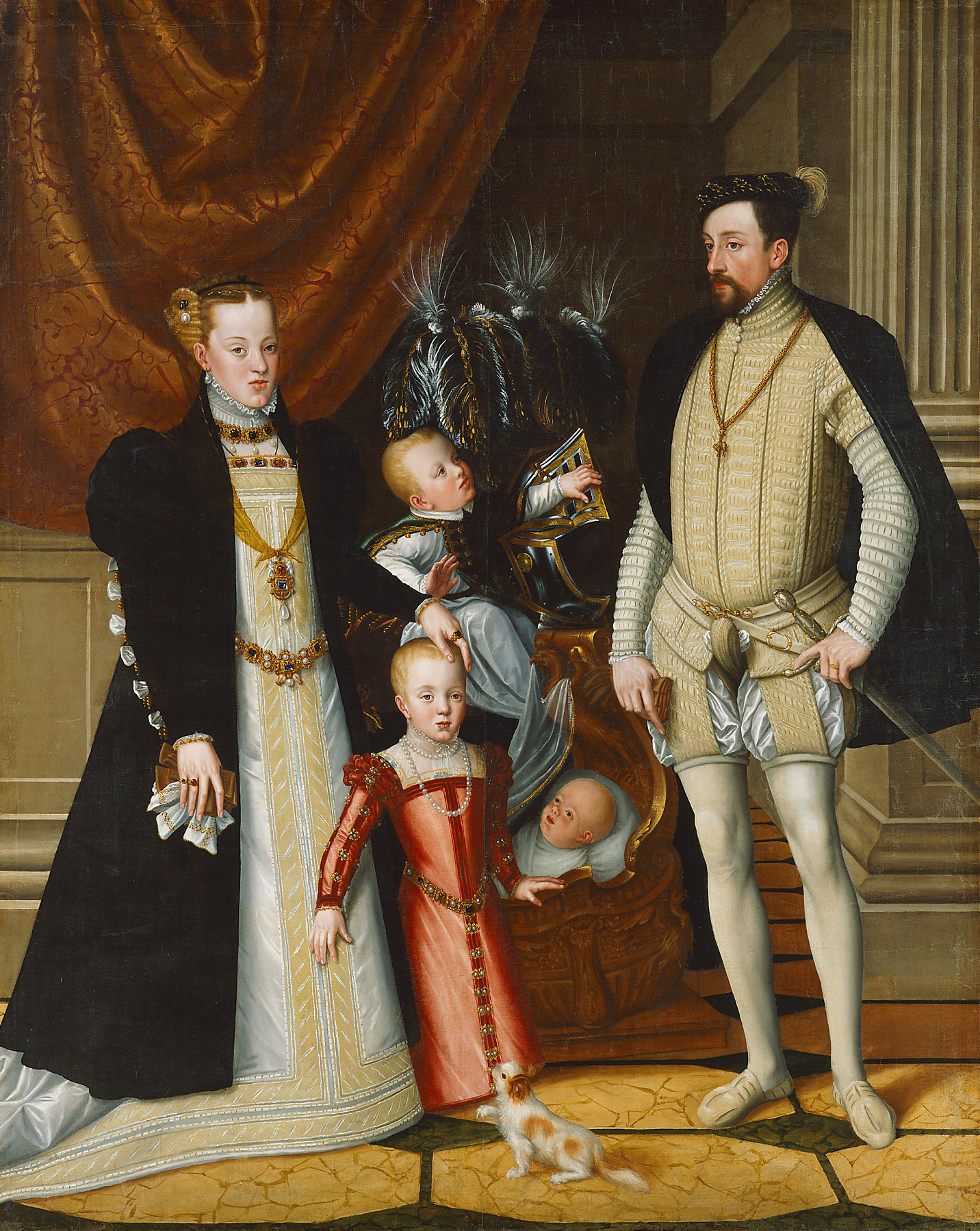
マクシミリアン2世と家族

マリア・デ・アブスブルゴ・イ・アビス（Maria de Habsburgo y Avis, 1528年6月21日 - 1603年2月26日）は、神聖ローマ皇帝マクシミリアン2世の皇后。ドイツ語名ではマリア・フォン・シュパーニエン（Maria von Spanien）と呼ばれた。

## 生涯
神聖ローマ皇帝カール5世と皇后イザベラの長女（第2子）として、マドリードで誕生した。スペイン王フェリペ2世は兄である。
1548年に従兄に当たるマクシミリアンと結婚した。父の要請により、その不在時にスペインで夫とともに摂政を務め、1552年からウィーンへ移った。マリアは、皇帝となる2人の息子、ルドルフ2世とマティアスに多大な影響を与えた。また、保守的なカトリック教徒であり、進歩的な思想を持つ夫マクシミリアンとしばしば対立した。
夫の死後、1582年にスペインへ帰国した。帰国後マリアは、「異教徒のいない国に住めてとても幸せだ。」と言ったという。1603年に亡くなるまで、スペイン国政に出しゃばることはなかった。

## 子女
- アンナ（1549年 - 1580年） - スペイン王フェリペ2世妃
- フェルディナント（1551年 - 1552年）
- ルドルフ2世（1552年 - 1612年） - 神聖ローマ皇帝
- エルンスト（1553年 - 1595年） - スペイン領ネーデルラント総督
- エリーザベト（1554年 - 1592年） - フランス王シャルル9世妃
- マリー（1555年 - 1556年）
- マティアス（1557年 - 1619年） - 神聖ローマ皇帝
- 男子（死産、1557年）
- マクシミリアン（1558年 - 1618年） - ドイツ騎士団総長
- アルブレヒト（1559年 - 1621年） - スペイン領ネーデルラント総督
- ヴェンツェル（1561年 - 1578年） - スペイン・マルタ騎士団団長
- フリードリヒ（1562年 - 1563年）
- マリア（1564年）
- カール（1565年 - 1566年）
- マルガレータ（1567年 - 1633年） - 修道女
- エレオノーレ（1568年 - 1580年）